# Sriwulan (Limbangan)
Sriwulan is een bestuurslaag in het regentschap Kendal van de provincie Midden-Java, Indonesië. Sriwulan telt 617 inwoners (volkstelling 2010).